# Teine
Teine (手稲区, Teine-ku) és un dels deu districtes que formen la ciutat de Sapporo, a Hokkaido, Japó. El nom de Teine ve donat per la muntanya del mateix nom que es troba dins del districte. Des de 1872 fins a 1967 va ser un municipi.

## Geografia
El districte de Teine es troba localitzat al nord de la ciutat de Sapporo i limita amb els altres districtes de Kita, Nishi i Minami al sud, est i oest, a més de amb les ciutats d'Otaru i Ishikari al nord. Teine és el sisé districte de Sapporo en àrea i un dels menys urbanitzats i amb més naturalesa. Hi han diverses muntanyes, sent la més emblemàtica el mont Teine, que dona el nom al districte.

### Barris
L'ajuntament reconeix i administra els següents barris o zones:
- Teine
- Teine-Tetsuhoku
- Maeda
- Shinhassamu
- Tomioka Nishinomiya no Sawa
- Inaho-Kanayama
- Hoshioki

## Història
El 1872 es fundà el poble de Teine en escindir-se aquest d'un altre poble, Hassamu. El 1874 Teine és dividit en dos pobles: Kami-Teine (Teine de dalt) i Shimo-Teine (Teine de baix). El 1951 es funda la vila de Teine, que roman independent fins a la seua integració al municipi de Sapporo l'any 1967. Quan Sapporo esdevé una ciutat designada l'any 1972, l'àrea de Teine queda integrada dins del districte de Nishi, fins que l'any 1989 Teine aconsegueix separar-se de Nishi constiuïnt-se el nové districte de Sapporo.
Durant els Jocs Olímpics d'Hivern de 1972, algunes proves com ara l'esquí alpí, el bob i el luge es realitzaren al mont Teine.

## Transport

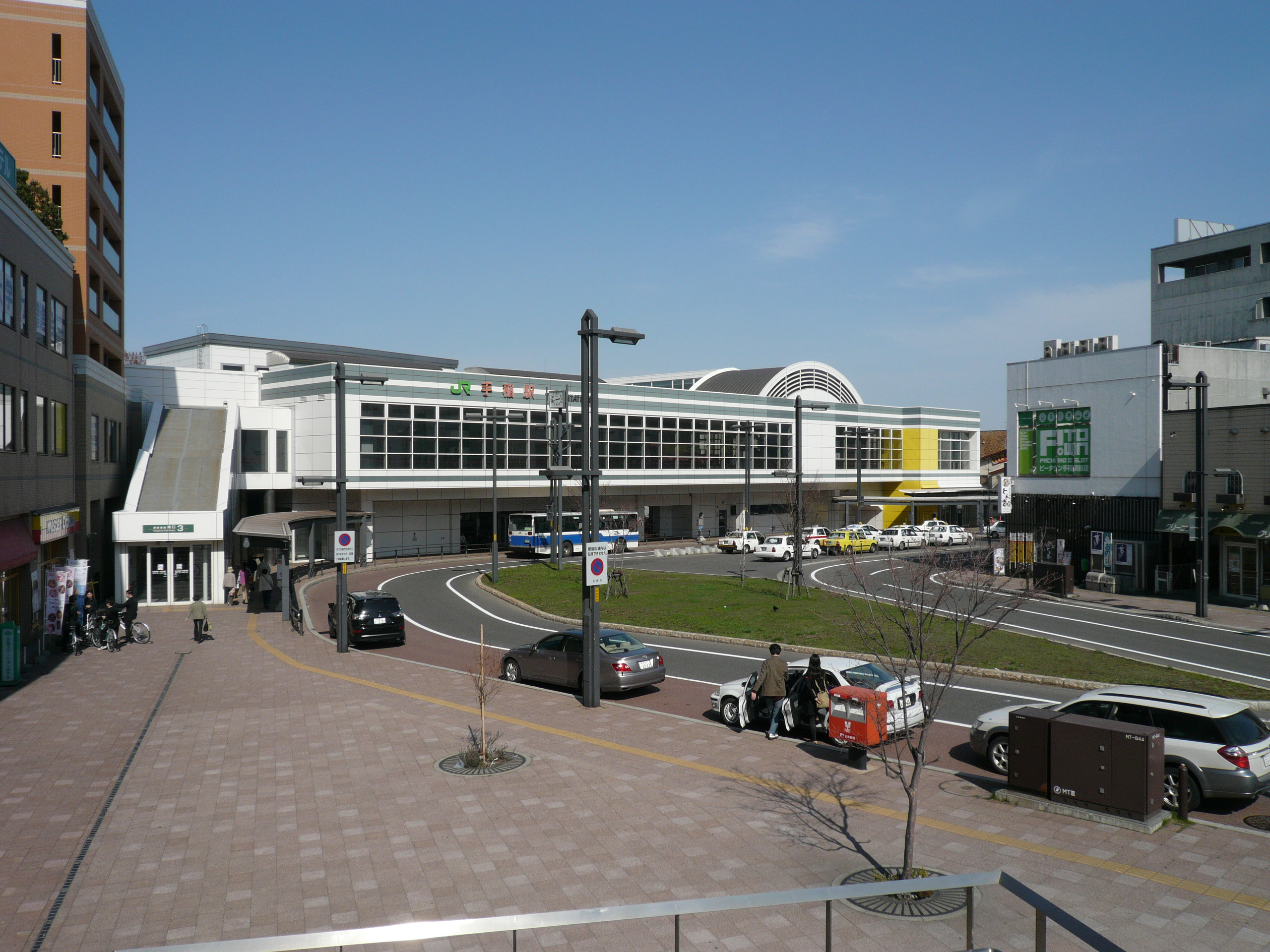
Estació de Teine

### Ferrocarril
- Companyia de Ferrocarrils de Hokkaido (JR Hokkaido)
  - Hoshimi - Hoshioki - Inaho - Teine - Inazumi-Kōen

### Carretera
- Autopista Sasson
- Nacional 5